# Nordische Junioren-Skiweltmeisterschaften 2004
Die 27. Nordischen Junioren-Skiweltmeisterschaften 2004 fanden vom 2. bis zum 8. Februar 2004 im norwegischen Stryn statt. Sie wurden damit nach 1984 (Trondheim) und 1989 (Vang) zum dritten Mal in Norwegen durchgeführt durchgeführt.
Erfolgreichste Nation der Titelkämpfe war Russland mit vier Gold-, einer Silber- und vier Bronzemedaillen vor Norwegen, das ebenfalls vier Goldmedaillen gewann, aber sonst kein weiteres Edelmetall sammeln konnte, und Deutschland, das mit einer Gold-, fünf Silber- und vier Bronzemedaillen die größte Medaillenausbeute erreichte. Erfolgreichste Sportler waren die russische Langläuferin Irina Artjomowa und der norwegische Kombinierer Petter Tande mit jeweils drei Goldmedaillen.

## Wettkampfstätten
Die Skisprungwettbewerbe wurden auf dem 1996 errichteten Bjørkelibakken ausgetragen. Die Langlaufwettbewerbe der Kombinierer und der Spezialisten wurden auf Loipen der Umgebung durchgeführt.

## Langlauf Junioren

### 1 km Sprint Freistil
| Platz | Sportler              | Land |
| ----- | --------------------- | ---- |
| 1     | Robin Bryntesson      | SWE  |
| 2     | Ville Verkama         | FIN  |
| 3     | Martin Stockinger     | AUT  |
| 4     | Michail Dewjatjarow   | RUS  |
| 5     | Harald Wurm           | AUT  |
| 6     | Petter Northug        | NOR  |
| 7     | Lars Hänel            | GER  |
| 8     | Olli-Pekka Tolvanen   | FIN  |
| 9     | Alexander Lewandowski | RUS  |
| 10    | Nikolai Morilow       | RUS  |
| …     |                       |      |
| 22    | Erik Hänel            | GER  |
| 26    | Alexander Kanzian     | AUT  |
| 28    | Valerio Leccardi      | SUI  |
| 33    | Tom Brunner           | GER  |
| 47    | Jöri Kindschi         | SUI  |

Datum: 7. Februar 2004

### 10 km Freistil
| Platz | Sportler               | Land | Zeit        |
| ----- | ---------------------- | ---- | ----------- |
| 1     | Franz Göring           | GER  | 24:19,2 min |
| 2     | Jewgeni Koschewoi      | KAZ  | 24:22,2 min |
| 3     | Nikolai Morilow        | RUS  | 24:45,8 min |
| 4     | Sergei Tscherepanow    | KAZ  | 24:51,1 min |
| 5     | Anatoli Neutschessow   | RUS  | 24:56,3 min |
| 6     | Martin Johnsrud Sundby | NOR  | 25:00,0 min |
| 7     | Alexander Parusow      | RUS  | 25:05,6 min |
| 8     | Alexei Poltaranin      | KAZ  | 25:09,4 min |
| 9     | Curdin Perl            | SUI  | 25:14,8 min |
| 10    | Ronny Hafsås           | NOR  | 25:16,4 min |
| …     |                        |      |             |
| 20    | Manuel Hirner          | AUT  | 25:37,3 min |
| 24    | Dario Cologna          | SUI  | 25:45,1 min |
| 28    | Valerio Leccardi       | SUI  | 25:49,8 min |
| 44    | Jöri Kindschi          | SUI  | 26:19,8 min |
| 46    | Erik Hänel             | GER  | 26:30,3 min |
| 48    | Tom Brunner            | GER  | 26:36,1 min |
| 67    | Martin Forstneritsch   | AUT  | 27:24,2 min |

Datum: 5. Februar 2004

### 30 km Klassisch
| Platz | Sportler               | Land | Zeit        |
| ----- | ---------------------- | ---- | ----------- |
| 1     | Anatoli Neutschessow   | RUS  | 1:24:32,7 h |
| 2     | Curdin Perl            | SUI  | 1:24:44,3 h |
| 3     | Franz Göring           | GER  | 1:24:54,5 h |
| 4     | Alexei Poltaranin      | KAZ  | 1:26:16,0 h |
| 5     | Steve Ullmann          | GER  | 1:26:23,1 h |
| 6     | Sergei Tscherepanow    | KAZ  | 1:26:54,4 h |
| 7     | Stefan Kirchner        | GER  | 1:27:27,6 h |
| 8     | Toni Närväinen         | FIN  | 1:28:00,3 h |
| 9     | Martin Johnsrud Sundby | NOR  | 1:28:22,3 h |
| 10    | Wjatscheslaw Dwoskin   | RUS  | 1:28:41,1h  |
| …     |                        |      |             |
| 12    | Valerio Leccardi       | SUI  | 1:29:10,3 h |
| 15    | Fabian Figi            | SUI  | 1:30:08,3 h |
| 32    | Manuael Hirner         | AUT  | 1:32:38,0 h |
| 48    | Joel Heer              | SUI  | 1:35:02,0 h |

Datum: 3. Februar 2004

### 4 × 10 km Staffel
| Platz | Sportler                                                                    | Land        |  |           |
| ----- | --------------------------------------------------------------------------- | ----------- |  | --------- |
| 1     | Sergei Tscherepanow Alexei Poltaranin Jewgeni Safonow Jewgeni Koschewoi     | Kasachstan  |  | 1:44:09,8 |
| 2     | Steve Ullmann Stefan Kirchner Franz Göring Erik Hänel                       | Deutschland |  | 1:44:11,7 |
| 3     | Wjatscheslaw Dwoskin Anatoli Neutschessow Alexander Parusow Nikolai Morilow | Russland    |  | 1:45:29,4 |
| 4     | Jesse Väänänen Matti Kylmälä Thomas Ramstedt Toni Närväinen                 | Finnland    |  | 1:46:22,6 |
| 5     | Simen Østensen Tord Heggdahl Ronny Hafsås Martin Johnsrud Sundby            | Norwegen    |  | 1:46:25,5 |
| 6     | Tomáš Jakubicka Martin Jakš Zbyněk Valoušek Aleš Razým                      | Tschechien  |  | 1:46:26,8 |
| 7     | Lars Nelson Hakan Löfström Gunnar Hammarberg Mikael Ojala                   | Schweden    |  | 1:46:35,0 |
| 8     | Valerio Leccardi Fabian Figi Curdin Perl Dario Cologna                      | Schweiz     |  | 1:47:58,3 |
| 9     | Oleksandr Batjuk Andriy Kruhlyak Iwan Bilossjuk Dmytro Bobkow               | Ukraine     |  | 1:48:18,4 |
| 10    | Yuichi Yamada Kenta Yamada Yuichi Hoshino Nobu Naruse                       | Japan       |  | 1:48:19,3 |

Datum: 8. Februar 2004

## Skilanglauf Juniorinnen

### 1 km Sprint Freistil
| Platz | Sportler             | Land |
| ----- | -------------------- | ---- |
| 1     | Astrid Oevstedal     | NOR  |
| 2     | Ida Ingemarsdotter   | SWE  |
| 3     | Walentina Nowikowa   | RUS  |
| 4     | Ingrid Vikman        | SWE  |
| 5     | Vesna Fabjan         | SLO  |
| 6     | Brigita Belsak       | SLO  |
| 7     | Petra Markelová      | CZE  |
| 8     | Maria Magnusson      | SWE  |
| 9     | Liv Miriam Nordtömme | NOR  |
| 10    | Doris Trachsel       | SUI  |
| …     |                      |      |
| 19    | Claudia Straube      | GER  |
| 22    | Antje Dittrich       | GER  |
| 26    | Romana Schrempf      | AUT  |
| 30    | Lena Pichard         | SUI  |
| 34    | Bettina Gruber       | SUI  |
| 50    | Julia Swieder        | GER  |
| 51    | Silvana Bucher       | SUI  |

Datum: 7. Februar 2004

### 5 km Freistil
| Platz | Sportler           | Land | Zeit        |
| ----- | ------------------ | ---- | ----------- |
| 1     | Irina Artjomowa    | RUS  | 13:03,7 min |
| 2     | Anna Slepowa       | RUS  | 13:17,2 min |
| 3     | Walentina Nowikowa | RUS  | 13:20,5 min |
| 4     | Doris Trachsel     | SUI  | 13:23,0 min |
| 5     | Ivana Janečková    | CZE  | 13:26,2 min |
| 6     | Natalja Iljina     | RUS  | 13:28,3 min |
| 7     | Coraline Hugue     | FRA  | 13:29,9 min |
| 8     | Marina Piller      | ITA  | 13:30,3 min |
| 9     | Astrid Oevstedal   | NOR  | 13:30,9 min |
| 10    | Aurelie Jäggy      | FRA  | 13:31,2 min |
| …     |                    |      |             |
| 12    | Julia Swieder      | GER  | 13:36,8 min |
| 15    | Marion Ruf         | GER  | 13:46,3 min |
| 18    | Romana Schrempf    | AUT  | 13:50,6 min |
| 21    | Claudia Straube    | GER  | 13:55,1 min |
| 33    | Silvana Bucher     | SUI  | 14:05,5 min |
| 56    | Bettina Gruber     | SUI  | 14:35,5 min |
| 44    | Lena Pichard       | SUI  | 14:51,3 min |

Datum: 5. Februar 2004

### 15 km Klassisch
| Platz | Sportler                   | Land | Zeit        |
| ----- | -------------------------- | ---- | ----------- |
| 1     | Irina Artjomowa            | RUS  | 46:12,6 min |
| 2     | Antje Dittrich             | GER  | 46:23,4 min |
| 3     | Marion Ruf                 | GER  | 46:28,3 min |
| 4     | Lenka Muclingerová         | CZE  | 46:36,7 min |
| 5     | Betty Ann Bjerkreim Nilsen | NOR  | 46:43,6 min |
| 6     | Doris Trachsel             | SUI  | 46:47,1 min |
| 7     | Sofia Bleckur              | SWE  | 46:52,3 min |
| 8     | Ingrid Vikman              | SWE  | 47:07,4 min |
| 9     | Walentina Nowikowa         | RUS  | 47:09,6 min |
| 10    | Nadine Bachmann            | GER  | 47:39,6 min |
| …     |                            |      |             |
| 20    | Kaethi Aeschlimann         | SUI  | 48:56,7 min |
| 30    | Bettina Gruber             | SUI  | 49:49,2 min |

Datum: 3. Februar 2004

### 4 × 5 km Staffel
| Platz | Sportler                                                                         | Land               | Laufzeiten | Gesamtzeit  |
| ----- | -------------------------------------------------------------------------------- | ------------------ | ---------- | ----------- |
| 1     | Walentina Nowikowa Anna Slepowa Natalja Iljina Irina Artjomowa                   | Russland           |            | 58:44,3 min |
| 2     | Eva Nývltová Lenka Muclingerová Petra Markelová Ivana Janečková                  | Tschechien         |            | 59:05,8 min |
| 3     | Antje Dittrich Nadine Bachmann Julia Swieder Marion Ruf                          | Deutschland        |            | 1:00:27,6 h |
| 4     | Betty Ann Bjerkreim Nilsen Caroline Tangen Astrid Oevstedal Liv Miriam Nordtömme | Norwegen           |            | 1:00:43,8 h |
| 5     | Alena Procházková Magdalena Stevicová Katarína Garajová Daniela Kotschová        | Slowakei           |            | 1:00:54,4 h |
| 6     | Ingrid Vikman Liv Petersson Sofia Bleckur Kristin Rönnestrand                    | Schweden           |            | 1:01:26,4 h |
| 7     | Johanna Riihivuori Paula Holma Kiti Eronen Silja Tarvonen                        | Finnland           |            | 1:01:36,8 h |
| 8     | Valentina Bachmann Agnese Menardi Marina Piller Daniela Iellici                  | Italien            |            | 1:02:16,9 h |
| 9     | Yuka Taniguchi Naoko Azegami Sumiko Ishigaki Chisa Ōbayashi                      | Japan              |            | 1:02:20,1 h |
| 10    | Lindsey Williams Lindsey Weier Katie Ronsse Morgan Smyth                         | Vereinigte Staaten |            | 1:02:30,2 h |
| …     |                                                                                  |                    |            |             |
| 12    | Doris Trachsel Kaethi Aeschlimann Silvana Bucher Lena Pichard                    | Schweiz            |            | 1:03:48,7 h |

Datum: 8. Februar 2004

## Nordische Kombination

### Sprint K90/5 km
| Platz | Sportler              | Land | Sprung | Lauf | Rückstand |
| ----- | --------------------- | ---- | ------ | ---- | --------- |
| 1     | Petter Tande          | NOR  |        |      |           |
| 2     | Tino Edelmann         | GER  |        |      | + 0:35,9  |
| 3     | Anssi Koivuranta      | FIN  |        |      | + 0:43,5  |
| 4     | Jon-Richard Rundsveen | NOR  |        |      | + 0:43,6  |
| 5     | Jason Lamy Chappuis   | FRA  |        |      | + 1:08,7  |
| 6     | Christian Ulmer       | GER  |        |      | + 1:26,8  |
| 7     | Janne Ryynänen        | FIN  |        |      | + 1:27,2  |
| 8     | Witali Bodalew        | RUS  |        |      | + 1:29,9  |
| 9     | Eric Camerota         | USA  |        |      | + 1:31,3  |
| 10    | Einar Uvsløkk         | NOR  |        |      | + 1:33,5  |
| …     |                       |      |        |      |           |
| 13    | Lukas Klapfer         | AUT  |        |      | + 1:39,6  |
| 14    | Benjamin Kreiner      | AUT  |        |      | + 1:41,7  |
| 15    | Christian Beetz       | DEU  |        |      | + 1:49,7  |
| 20    | Guido Landert         | SUI  |        |      | + 1:59,6  |
| 21    | Thomas Engel          | SUI  |        |      | + 1:59,7  |
| 27    | Michael Palli         | AUT  |        |      | + 2:10,4  |
| 29    | Tobias Kammerlander   | AUT  |        |      | + 2:16,2  |
| 32    | Michael Hollenstein   | SUI  |        |      | + 2:25,3  |
| 35    | Philipp Rießle        | DEU  |        |      | + 2:36,2  |
| 51    | Tim Hug               | SUI  |        |      | + 4:22,4  |

Datum: 8. Februar 2004

### Gundersen K90/10 km
| Platz | Sportler              | Land | Sprung | Lauf | Rückstand |
| ----- | --------------------- | ---- | ------ | ---- | --------- |
| 1     | Petter Tande          | NOR  |        |      |           |
| 2     | Tino Edelmann         | GER  |        |      | + 2:30,7  |
| 3     | David Zauner          | AUT  |        |      | + 2:54,6  |
| 4     | Einar Uvsløkk         | NOR  |        |      | + 3:30,7  |
| 5     | Eric Camerota         | USA  |        |      | + 3:43,6  |
| 6     | Jon-Richard Rundsveen | NOR  |        |      | + 3:43,7  |
| 7     | Dejan Plevnik         | SLO  |        |      | + 3:45,3  |
| 8     | Dmitri Matwejew       | RUS  |        |      | + 3:47,9  |
| 9     | Ville Kähkönen        | FIN  |        |      | + 4:21,0  |
| 10    | Anssi Koivuranta      | FIN  |        |      | + 4:26,0  |
| 11    | Benjamin Kreiner      | AUT  |        |      | + 4:40,8  |
| …     |                       |      |        |      |           |
| 13    | Christian Ulmer       | DEU  |        |      | + 4:46,4  |
| 15    | Christian Beetz       | GER  |        |      | + 5:01,8  |
| 16    | Michael Hollenstein   | SUI  |        |      | + 5:02,1  |
| 18    | Michael Palli         | AUT  |        |      | + 5:07,7  |
| 22    | Marco Kühne           | GER  |        |      | + 5:32,9  |
| 25    | Lukas Klapfer         | AUT  |        |      | + 5:59,6  |
| 30    | Thomas Engel          | SUI  |        |      | + 6:52,2  |
| 32    | Guido Landert         | SUI  |        |      | + 7:10,8  |
| 42    | Tim Hug               | SUI  |        |      | + 8:48,3  |

Datum: 4. Februar 2004

### Mannschaft K90/4 × 5 km
| Platz | Sportler                                                            | Land               | Zeit      |
| ----- | ------------------------------------------------------------------- | ------------------ | --------- |
| 1     | Einar Uvsløkk Mikko Kokslien Jon-Richard Rundsveen Petter Tande     | Norwegen           | 58:03,0   |
| 2     | Christian Ulmer Christian Beetz Florian Schillinger Tino Edelmann   | Deutschland        | 59:41,0   |
| 3     | Michael Palli Lukas Klapfer Benjamin Kreiner David Zauner           | Österreich         | 59:42,0   |
| 4     | Ville Kähkönen Kai Kovaljeff Janne Ryynänen Anssi Koivuranta        | Finnland           | 1:02:30,0 |
| 5     | Mitja Oranič Rok Rozman Damjan Vtič Dejan Plevnik                   | Slowenien          | 1:00:28,0 |
| 6     | François Braud Maxime Laheurte Jonathan Félisaz Jason Lamy Chappuis | Frankreich         | 1:01:17,0 |
| 7     | Anton Kamenew Alexei Bobrow Witali Bodalew Dmitri Matwejew          | Russland           | 1:02:42,0 |
| 8     | Martin Skopek Miroslav Dvořák Roman Koudelka Aleš Vodseďálek        | Tschechien         | 1:01:41,0 |
| 9     | Tim Hug Guido Landert Thomas Engel Michael Hollenstein              | Schweiz            | 1:03:50,0 |
| 10    | Willy Graves Brett Camerota Skyler Keate Eric Camerota              | Vereinigte Staaten | 1:04:22,0 |

Datum: 7. Februar 2004

## Skispringen Junioren

### Normalschanze
| 1   | Mateusz Rutkowski   | POL | 273,5 |
| 2   | Thomas Morgenstern  | AUT | 261,0 |
| 3   | Olli Pekkala        | FIN | 248,0 |
| 4   | Roland Müller       | AUT | 244,5 |
| 5   | Julian Musiol       | GER | 239,5 |
| 6   | Primož Zupan        | SLO | 235,5 |
| 7   | Tobias Bogner       | GER | 231,0 |
| 8   | Sebastian Colloredo | ITA | 230,0 |
| 9   | Antonín Hájek       | CZE | 229,5 |
| 10  | Martin Cikl         | CZE | 226,5 |
| 10  | Terje Hilde         | NOR | 226,5 |
| 12  | Mark Krauspenhaar   | GER | 224,5 |
| ... |                     |     |       |
| 14  | Christoph Lenz      | AUT | 222,0 |
| 16  | Sandro Steiner      | SUI | 219,5 |
| 23  | Florian Lorenz      | GER | 213,5 |
| 24  | Nicolas Fettner     | AUT | 212,5 |
| 45  | Rémi Français       | SUI | 182,0 |
| 47  | Stefan Nyffeler     | SUI | 180,5 |
| 51  | Sven Rauber         | SUI | 171,0 |

Datum: 7. Februar 2004

### Mannschaftsspringen Normalschanze
| Platz | Sportler                                                           | Land        | Weite 1             | Weite 2             | Punkte |
| ----- | ------------------------------------------------------------------ | ----------- | ------------------- | ------------------- | ------ |
| 1     | Roland Müller Christoph Lenz Nicolas Fettner Thomas Morgenstern    | Österreich  | 93,0 87,5 97,0      | 98,0 89,0 88,0 99,5 | 955,0  |
| 2     | Kamil Stoch Dawid Kowal Stefan Hula Mateusz Rutkowski              | Polen       | 87,0 86,0 83,0 96,0 | 92,5 87,5 91,0 97,0 | 904,5  |
| 3     | Patrick Kaltenbach Tobias Bogner Mark Krauspenhaar Julian Musiol   | Deutschland | 83,5 90,5 88,0 92,5 | 90,0 92,0 90,0      | 901,5  |
| 4     | Terje Hilde Erik Lyche Solheim Haakon Helgesen Jon Aaraas          | Norwegen    | 86,5 87,5 90,0 92,0 | 92,0 88,0 90,5      | 901,0  |
| 5     | Primož Zupan Jurij Tepeš Matevž Sparovec Jaka Oblak                | Slowenien   | 88,5 84,0 88,0 87,0 | 89,0 90,0 87,0 92,0 | 881,0  |
| 6     | Joonas Ikonen Ville Pekka Timonen Tommi Voutilainen Olli Pekkala   | Finnland    | 85,0 77,5 94,5      | 89,0 84,0 79,0 94,0 | 839,5  |
| 7     | Marek Kypet Ondřej Vaculík Martin Cikl Antonín Hájek               | Tschechien  | 81,5 84,0 85,5 89,0 | 82,0 86,0 93,5 90,0 | 831,0  |
| 8     | Davide Bresadola Simone Morassi Marco Beltrame Sebastian Colloredo | Italien     | 78,0 80,5 83,0 88,5 | 83,5 84,5 91,5 89,0 | 808,5  |
| 9     | Sven Rauber Rémi Français Stefan Nyffeler Sandro Steiner           | Schweiz     | 73,0 82,5 87,0 85,5 | 85,0 88,0 88,5 85,5 | 805,0  |
| 10    | Sergei Rodionow Dmitri Pusenkow Alexei Buiwolow Denis Kornilow     | Russland    | 77,5 81,0 80,0 87,5 | 94,0 78,0 84,0 86,5 | 776,5  |

Datum: 5. Februar 2004

## Nationenwertung
| Platz | Land        | Gold | Silber | Bronze | Gesamt |
| ----- | ----------- | ---- | ------ | ------ | ------ |
| 1     | Russland    | 4    | 1      | 4      | 9      |
| 2     | Norwegen    | 4    | 0      | 0      | 4      |
| 3     | Deutschland | 1    | 5      | 4      | 10     |
| 4     | Österreich  | 1    | 1      | 3      | 5      |
| 5     | Schweden    | 1    | 1      | 0      | 2      |
| 5     | Kasachstan  | 1    | 1      | 0      | 2      |
| 5     | Polen       | 1    | 1      | 0      | 2      |
| 8     | Finnland    | 0    | 1      | 2      | 3      |
| 9     | Tschechien  | 0    | 1      | 0      | 1      |
| 9     | Schweiz     | 0    | 1      | 0      | 1      |